# Jens Cajuste
Jens-Lys Michel Cajuste, känd som Jens Cajuste, född 10 augusti 1999 i Göteborg, är en svensk fotbollsspelare som spelar för Ipswich Town, på lån från Napoli.

## Klubbkarriär

### Tidiga år
Cajuste flyttade som sexåring till Luoyang, Kina, där hans far, Frantz-Lys, fått ett arbete. Ett år senare flyttade familjen till Peking, där Cajuste började spela fotboll i Sports Beijing. Under sin tid i Kina spelade han även för Yu Ye Beijing.
Efter fyra år i Kina återvände familjen till Göteborg. Cajuste spelade då ett år i Guldhedens IK innan han som 10-åring 2010 gick till Örgryte IS. I Örgryte tog han sig upp genom klubbens ungdomsakademi men en skada höll honom borta i ett och ett halvt år, fram till säsongen 2016. Efter att ha inlett den säsongen i Örgrytes U17-lag, flyttades han under sommaren upp till U19-laget och spelade också två U21-matcher.

### Örgryte IS
Framstegen i akademin uppmärksammades, och den 17 oktober 2016 gjorde Jens Cajuste A-lagsdebut i Superettan för Örgryte. Han byttes då in mot Rasmus Andernil Bozic i den 86:e matchminuten, i en match som IK Sirius vann med 4–1. Omgången därpå fick han göra ett nytt inhopp och därefter, i slutomgången, startade han på mittfältet i hemmasegern mot Assyriska FF.
För sina insatser belönades Cajuste med 2016 års stipendium ur Agne Simonssons fond för förtjänt spelare inom ÖIS ungdomsfotboll. Stipendiet delas ut av ÖIS Supporterklubb Balders Hage, som i motiveringen bland annat beskrev Cajuste som "en oerhört duktig fotbollsspelare som med sin kraft, spelförståelse och tekniska förmåga passar perfekt in i ÖIS kravprofil på en central mittfältare". Senare samma vinter skrev han på sitt första A-lagskontrakt med klubben.
Säsongen 2017 fick han speltid i tre matcher i Superettan. Han startade också i den avgörande kvalmatchen mot Mjällby AIF – en match som Örgryte vann, vilket höll laget kvar i Superettan. Året därpå fick han spela fler minuter för Örgryte i Superettan, och hans spel beskrevs av tränaren Thomas Askebrand som "magiskt" efter ett möte med Falkenbergs FF den 3 juni.

### FC Midtjylland
I juni 2018 värvades Cajuste av danska FC Midtjylland, där han skrev på ett femårskontrakt. Cajuste debuterade i Superligaen den 26 augusti 2018 i en 3–0-vinst över Randers FC, där han blev inbytt i den 79:e minuten mot Tim Sparv. Cajuste var med och blev dansk ligamästare med Midtjylland under säsongen 2019/2020.

### Reims
Den 10 januari 2022 värvades Cajuste till franska Reims, där han skrev på ett kontrakt till sommaren 2026. Cajuste gjorde sin Ligue 1-debut den 16 januari 2022 i en 1–0-förlust mot Metz, där han startade matchen men blev utbytt i halvtid.

### Napoli
Den 10 augusti 2023 värvades Cajuste av Napoli, där han skrev på ett femårskontrakt. Den 19 augusti 2024 lånades Cajuste ut till Premier League-klubben Ipswich Town på ett säsongslån.

## Landslagskarriär
Cajuste har dubbelt medborgarskap (svenskt och amerikanskt), då hans far är från USA. Den 28 augusti 2019 blev Cajuste för första gången uttagen i det svenska U21-landslaget. Cajuste debuterade den 10 september 2019 i en 3–1-förlust mot Irland, där han blev inbytt i den 62:a minuten mot Thomas Poppler Isherwood.
Den 4 november 2020 tog förbundskapten Janne Andersson ut Cajuste till Sveriges A-landslag för första gången. Han fick då en plats i truppen till vänskapsmatchen mot Danmark och matcherna mot Kroatien och Frankrike i Nations League.

## Meriter
FC Midtjylland
- Superligaen: 2019/2020